# Люба Ризова
Люба Ризова е българска журналистка.

## Биография
Завършила е СУ „Св. Климент Охридски“, Факултет по журналистика и масови комуникации. Авторка на няколко документални филма.
Преминава няколко специализации по телевизионна журналистика в САЩ. Работила е в БНР, Нова телевизия, а от 2000 г. е неизменно главен редактор (впоследствие, директор) на „Новини и актуални предавания“ в bTV от времето когато медията е собственост на Нюз Корпорейшън на Рупърт Мърдок, до месец февруари 2014 г., малко след като Павел Станчев идва на мястото на Вики Политова като главен изпълнителен директор на bTV Media Group.
Била е член на Асоциацията на директорите на новини в радиото и телевизията (RTNDA), на Управителния съвет на Програма „Достъп до информация“ (ПДИ), както и представител на bTV в Съюза на българските национални електронни медии.
От 28 март 2020 г. е продуцент на публицистичното предаване „АЛтернативата“, по ТВ1.